# 팝&스포츠
팝&스포츠는 대한민국에서 평일 오후 9시 40분~9시 50분에 스포츠와 문화 소식을 전하는 TV조선의 평일 저녁 시간대의 뉴스 프로그램이다.

## 그 외 TV조선 뉴스 프로그램
- 모닝 뉴스 깨
- TV조선 정오뉴스
- 뉴스와이드 참
- 경제펀치
- TV조선 뉴스 판
- TV조선 주말뉴스 7